# Милгрэм, Энн
Энн Мели́сса Ми́лгрэм (род. 1 декабря 1970, Ист-Брансуик, Нью-Джерси) — американский адвокат и учёный; с 2021 года является администратором Управления по борьбе с наркотиками (DEA). Ранее она занимала должность 57-го генерального прокурора Нью-Джерси с 2007 по 2010 год.

## Становление и образование
Милгрэм родилась 1 декабря 1970 года в Перт-Амбой, штат Нью-Джерси. Она выросла в Восточном Брансуике, штат Нью-Джерси, в семье Гейл (урожденной Глисон) и Уильяма «Билла» Милгрэма. Её мать была профессором Рутгерского университета, а отец — инженером. У нее есть сестра Линн Милгрэм Майер, профессор колледжа.
Милгрэм служила[кем?] в Конгрессе[что?] во время учёбы в средней школе Восточного Брансуика. В 1992 году она с отличием окончила Университет Рутгерса в Нью-Брансуике по специальности «Английский язык и политология», где она также была членом Почётного общества «Кепка и череп». Она получила степень магистра философии в области социальной и политической теории в Тринити-холле в Кембридже в 1993 году, а затем получила степень доктора юридических наук на юридическом факультете Нью-Йоркского университета в 1996 году.

## Карьера
Милгрэм работала секретарём у судьи окружного суда США Энн Э. Томпсон в Трентоне с 1996 по 1997 год. В 1997 году она начала свою карьеру в качестве помощника окружного прокурора в прокуратуре Манхэттена. Позже Милгрэм работала в уголовном отделе отдела гражданских прав Министерства юстиции США, где она была специальным судебным советником по делам о торговле людьми и возглавляла судебное преследование департамента по торговле людьми. Милгрэм была советником сенатора Джона Корзайна в течение его последнего года в Сенате США.

### Генеральный прокурор Нью-Джерси
Милгрэм стала исполняющим обязанности генерального прокурора 1 сентября 2006 года после отставки тогдашнего генерального прокурора Зулимы Фарбер.
С 2007 по 2010 год Милгрэм занимала должность генерального прокурора Нью-Джерси.
В 2007 году Милгрэм объявил о партнерстве с Бюро по контролю за алкоголем, табаком, огнестрельным оружием и взрывчатыми веществами США (ATF), чтобы позволить Нью-Джерси отслеживать источники незаконного огнестрельного оружия посредством электронного доступа в режиме реального времени к системе ATF E-Trace, национальной базе данных, которая указывается первый покупатель огнестрельного оружия, дата покупки и розничный продавец, у которого оружие было куплено. В качестве генерального прокурора Милгрэм поручила всем полицейским управлениям Нью-Джерси передавать всю информацию по отслеживанию оружия в E-trace для создания базы данных Нью-Джерси.

### Другие должности

#### Фонд Арнольда
С 2011 по 2015 год Милгрэм возглавляла Инициативу уголовного правосудия в Фонде Лоры и Джона Арнольдов. Она руководила созданием, разработкой и внедрением на национальном уровне нового инструмента оценки рисков до суда, чтобы предоставить судьям больше информации для принятия решения об освобождении или заключении под стражу арестованных людей.

#### «Закон и порядок: Специальный корпус»
С 2013 по 2021 год Милгрэм работала одним из юрисконсультов Wolf Entertainment, консультируя в процессе создания популярного телесериала «Закон и порядок: Специальный корпус»: она работала со сценаристами, продюсерами и актёрами шоу, чтобы максимально точно изобразить зал суда в частности — и правовую систему страны в целом.

#### Ловенштейн Сэндлер
В июле 2017 года Милгрэм присоединилась к юридической фирме Ловенштейна Сэндлера в качестве специального советника практики технической группы и защиты по уголовным делам «белых воротничков».

#### Академическая карьера
Милгрэм была профессором практики и заслуженным учёным на юридическом факультете Нью-Йоркского университета.
В 2020 году в рамках своей работы в Лаборатории уголовного правосудия юридического факультета Нью-Йоркского университета Милгрэм работала с городом Индианаполис.

### Руководитель Управления по борьбе с наркотиками
22 апреля 2021 года президент Джо Байден официально назначил Милгрэм на должность руководителя Управления по борьбе с наркотиками. 26 мая 2021 года в Юридическом комитете Сената состоялись слушания по её кандидатуре. Она была утверждена Сенатом США единогласным решением 24 июня 2021 года, а 28 июня она была приведена к присяге генеральным прокурором США Мерриком Б. Гарландом.

## Личная жизнь
Милгрэм проживает в Вашингтоне, округ Колумбия, со своим мужем и сыном.